# Michiel van Nispen
Michiel van Nispen (Breda, 14 oktober 1982) is een Nederlands politicus. Namens de Socialistische Partij (SP) is hij sinds 2014 lid van de Tweede Kamer der Staten-Generaal.

## Loopbaan
Van Nispen deed in 2000 eindexamen vwo aan de Nassau Scholengemeenschap in Breda. Daarna studeerde hij rechten aan de Universiteit van Tilburg waar hij in 2004 afstudeerde. In 2007 behaalde hij tevens een master internationaal en Europees publiekrecht.
Van Nispen was van 2004 tot 2007 werkzaam bij een advocatenkantoor. Hij had zich in 2003 aangesloten bij de Socialistische Partij; voor deze partij werd hij in 2007 medewerker justitie van de fractie in de Tweede Kamer. Hij stond bij de Tweede Kamerverkiezingen 2010 op een (onverkiesbare) 25e plaats. Bij de Tweede Kamerverkiezingen 2012 bezette hij de 17e plaats. Toen Jan de Wit op 1 april 2014 zijn Kamerlidmaatschap beëindigde wegens pensionering, was Van Nispen de eerste opvolger. Zijn installatie als lid van de Tweede Kamer vond plaats op 2 april 2014. Hij beheert namens de SP-fractie de portefeuille van justitie.
Michiel van Nispen maakt zich in de Tweede Kamer sterk voor het Huis van het Recht; een laagdrempelige gemeentelijke voorziening waar mensen advies kunnen krijgen over juridische en sociale problemen. Het is de bedoeling dat de instelling samenwerkt met bijvoorbeeld schuldhulp, sociale dienst en wijkteams. Ook moet er de mogelijkheid zijn om ter plekke rechtszaken te houden. Het idee werd opgepakt door minister van Rechtsbescherming Sander Dekker. Begin 2020 werd als proef het eerste Huis van het Recht geopend in Heerlen. Van Nispen werkte zijn ideeën verder uit in een initiatiefnota, die in 2022 werd voorgelegd aan het parlement.
Op 9 december 2022 werd Van Nispen door de Nederlandse Vereniging van Strafrechtadvocaten (NVSA) onderscheiden met de Anker & Ankerprijs, omdat hij 'de sociale advocatuur een zeer grote dienst heeft bewezen'.
Bij de Tweede Kamerverkiezingen 2023 had Van Nispen de vijfde plaats op de kandidatenlijst van de SP, waardoor hij werd herkozen. Hij maakte vanaf februari 2022 deel uit van de parlementaire enquête Fraudebeleid en Dienstverlening. Eerst als ondervoorzitter, na het vertrek van Salima Belhaj uit de Tweede Kamer nam hij haar rol van voorzitter over. Als voorzitter presenteerde hij op 26 februari 2024 de bevindingen van de commissie.

## Privéleven
Van Nispen is een verdienstelijk hardloper. In 2010 eindigde hij in 42:47 als dertiende op de lange cross tijdens het Nederlands kampioenschap veldlopen. Hij liep meerdere keren de marathon van Rotterdam. Zijn beste marathontijd liep hij bij de marathon van Enschede 2013, waarin hij in 2:41:26 als tiende finishte.

## Uitslagen verkiezingen
| Verkiezingen                  | Plaats Van Nispen | Zetels SP | Aantal stemmen |
| ----------------------------- | ----------------- | --------- | -------------- |
| Tweede Kamerverkiezingen 2010 | 25 (lijst SP)     | 15        | 1.025          |
| Tweede Kamerverkiezingen 2012 | 17 (lijst SP)     | 14        | 1.206          |
| Tweede Kamerverkiezingen 2017 | 7 (lijst SP)      | 14        | 2.261          |
| Tweede Kamerverkiezingen 2021 | 4 (lijst SP)      | 9         | 2.264          |
| Tweede Kamerverkiezingen 2023 | 5 (lijst SP)      | 5         | 1.677          |